# Södra Tjusts kontrakt
Södra Tjusts kontrakt var ett kontrakt i Linköpings stift inom Svenska kyrkan från 1720 till 2001 då det uppgick i Tjusts kontrakt

## Historik
Kontraktet var mellan 1962 och 1992 benämnt Södra Tjusts och Tunaläns kontrakt

## Administrativ historik
- Västerviks församling
- Törnsfalls församling
- Odensvi församling
- Hjorteds församling
- Locknevi församling
- Hallingebergs församling
- Blackstads församling
- Gladhammars församling
- Västrums församling
- Gamleby församling

Samt från 1962 från Tunaläns och Sevede kontrakt
- Misterhults församling
- Kristdala församling
- Tuna församling som 1985 överfördes till Sevede och Aspelands kontrakt

## Kontraktsprostar
| Ämbetstid | Namn                         | Levnadstid | Kommentar                              |
| --------- | ---------------------------- | ---------- | -------------------------------------- |
| 1603–1611 | Andreas Nicolai              | –1611      | Kyrkoherde i Gladhammars församling.   |
| 1622–1651 | Marcus Sandelius             | 1580–1651  | Kyrkoherde i Västerviks församling.    |
| 1653–1672 | Arvidus Rydelius             | 1620–1692  | Kyrkoherde i Västerviks församling.    |
| 1675–1691 | Olavus Bodinus               | 1625–1691  | Kyrkoherde i Västerviks församling.    |
| 1694–1706 | Petrus Törnevall             | 1650–1706  | Kyrkoherde i Gladhammars församling.   |
| 1708–1719 | Johannes Wallin              | 1654–1728  | Kyrkoherde i Odensvi församling.       |
| 1719–1739 | Jonas Westerstrand           | 1673–1744  | Kyrkoherde i Hjorteds församling.      |
| 1739–1750 | Andreas Ståhle               | 1693–1750  | Kyrkoherde i Odensvi församling.       |
| 1751–1768 | Sven Albert Westerstrand     | 1709–1768  | Kyrkoherde i Hjorteds församling.      |
| 1769–1797 | Axel Johan Lindblom          | 1713–1797  | Kyrkoherde i Odensvi församling.       |
| 1797–1820 | Paul Ahlborg                 | 1738–1820  | Kyrkoherde i Locknevi församling.      |
| 1821–1829 | Jonas Adolph Torenstedt      | 1760–1829  | Kyrkoherde i Odensvi församling.       |
| 1830–1853 | Isaac Magnus Palmaer         | 1771–1853  | Kyrkoherde i Hjorteds församling.      |
| 1853–1863 | Johan Olof Liedholm          | 1793–1863  | Kyrkoherde i Odensvi församling.       |
| 1863–1873 | Paul Fredrik Watz            | 1804–1881  | Kyrkoherde i Hallingebergs församling. |
| 1874–1888 | Magnus Nennes                | 1824–1888  | Kyrkoherde i Västerviks församling.    |
| 1888–1915 | Otto Redelius                | 1835–1920  | Kyrkoherde i Hallingebergs församling. |
| 1915–     | Johan Östberg                | 1849–1923  | Kyrkoherde i Hjorteds församling.      |
| 1928–1940 | Emil Hagwall                 | 1871–1957  | Kyrkoherde i Gamleby församling.       |
| 1944–1950 | Karl Gustaf Allan Qvarnström | 1890–1973  | Kyrkoherde i Västerviks församling.    |
| 1957–1963 | Lars Olof Johannes Andræ     | 1905–1982  | Kyrkoherde i Hjorteds församling.      |
| 1971–1972 | Erik Björlander              | 1910–1998  | Kyrkoherde i Tuna församling.          |
| 1976–1978 | Axel Lundgren                | 1914–1996  | Kyrkoherde i Hallingebergs församling. |
| 1984–     | Åke Skiöld                   | 1934–2018  | Kyrkoherde i Västerviks församling.    |